# Municipio de Harding (Dakota del Norte)
El municipio de Harding (en inglés: Harding Township) es un municipio ubicado en el condado de Ramsey en el estado estadounidense de Dakota del Norte. En el año 2010 tenía una población de 33 habitantes y una densidad poblacional de 0,35 personas por km².

## Geografía
El municipio de Harding se encuentra ubicado en las coordenadas 48°19′57″N 98°44′7″O / 48.33250, -98.73528. Según la Oficina del Censo de los Estados Unidos, el municipio tiene una superficie total de 94.61 km², de la cual 94,42 km² corresponden a tierra firme y (0,2 %) 0,19 km² es agua.

## Demografía
Según el censo de 2010, había 33 personas residiendo en el municipio de Harding. La densidad de población era de 0,35 hab./km². De los 33 habitantes, el municipio de Harding estaba compuesto por el 100 % blancos. Del total de la población el 0 % eran hispanos o latinos de cualquier raza.